# Saint-Martin-d'Ollières
 Saint-Martin-d'Ollières  là một xã ở tỉnh Puy-de-Dôme trong vùng Auvergne-Rhône-Alpes, Pháp. Xã này có diện tích 14,47 kilômét vuông, dân số năm 2006 150 người. Khu vực này có độ cao trung bình 749 mét trên mực nước biển.